# Walter Christaller
Walter Christaller, född 21 april 1893, död 9 mars 1969, var en tysk geograf och ekonom som studerade bland annat städers relation till varandra, där den hierarkiska ortsstrukturen bestäms av förhållandet mellan den folkmängd som behöves för att upprätthålla en samhällsfunktion och det avstånd/tid/kostnad som människor är villiga att betala för att använda sig av samhällsfunktionen. Han är känd för att ha utformat centralortsteorin i sitt verk Die zentralen Orte in Süddeutschland 1933. Centralortsteorin fick stort inflytande på regionalplaneringen, särskilt i östra Europa där bland annat Estlands kommunindelning baserades på centralortsteorin.  Den senaste stora svenska kommunreformen baserade sig till stor del på centralortsteorin. Detta är tydligt i och med att de flesta kommuner har en större centralort i mitten, ett fåtal utanför och et omland som ligger närmast tätorten. Urbana regioner som Storstockholm kunde inte inordnas detta system och därför finns rena stadskommuner. 
Christaller deltog i första världskriget, var senare aktiv nazist, och gick in i kommunistpartiet efter andra världskriget.